# NGC 5639
NGC 5639 је спирална галаксија у сазвежђу Волар која се налази на NGC листи објеката дубоког неба.
Деклинација објекта је + 30° 24' 45" а ректасцензија 14h 28m 46,5s. Привидна величина (магнитуда) објекта NGC 5639 износи 13,7 а фотографска магнитуда 14,4. NGC 5639 је још познат и под ознакама NGC 5639A, UGC 9290, MCG 5-34-51, CGCG 163-61, PGC 51730.